# Scopula praecanata
Scopula praecanata är en fjärilsart som beskrevs av Otto Staudinger 1895. Scopula praecanata ingår i släktet Scopula och familjen mätare. Inga underarter finns listade.